# Ancla

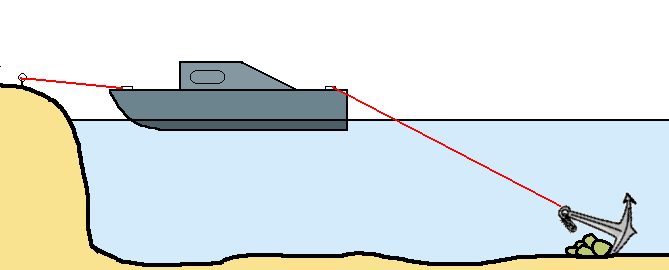
Un barco anclado.

Un ancla o áncora (del latín ancora, y este del griego ἄγκυρα ánkyraes) es un objeto móvil cautivo náutico el cual permite a un barco fijar por agarre su posición en el mar, impidiendo que la corriente marina pueda mover el barco.
El ancla de fondeo suele constar de dos o más ganchos que son los responsables de que esta se aferre al fondo marino, impidiendo que el barco pueda ser arrastrado a la deriva. Los barcos pequeños poseen solo una, que está unida a la embarcación por medio de un cabo o cadena, según la eslora y la reglamentación vigente. Las embarcaciones mayores suelen poseer tres, una en la popa y dos en la proa, enganchadas mediante cadenas. En estas, las anclas más pesadas pueden llegar a las tres toneladas. En petroleros de cien mil toneladas, las anclas pesan de trece a quince toneladas, y en los de mayor porte más de veinte toneladas.

## Partes
Partes de un ancla de tipo Hall:
- a Caña
- b Cruz
- c Arganeo
- d Brazo
- e Mapa
- h Pestaña de inclinación

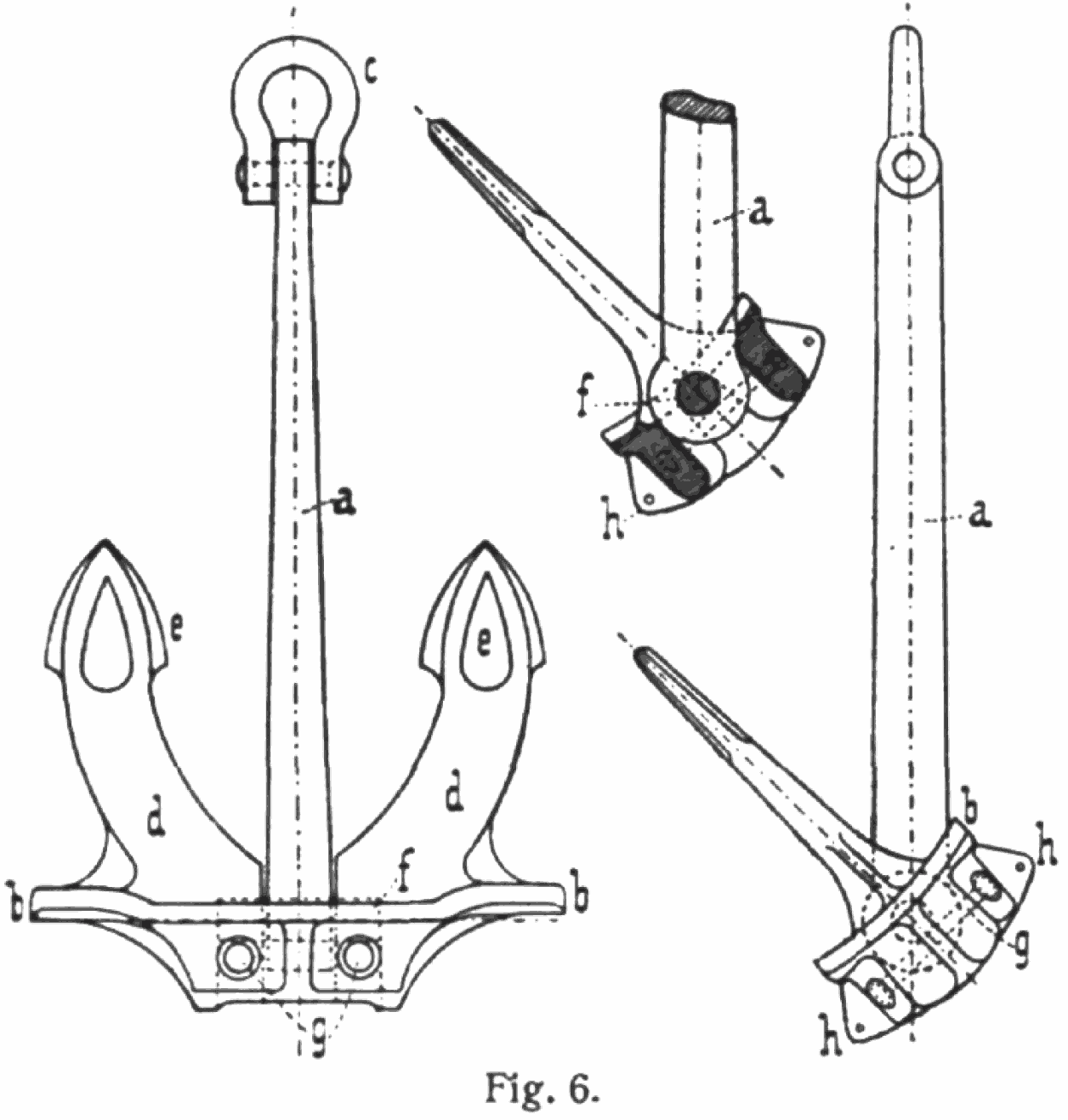
Ancla tipo Hall.

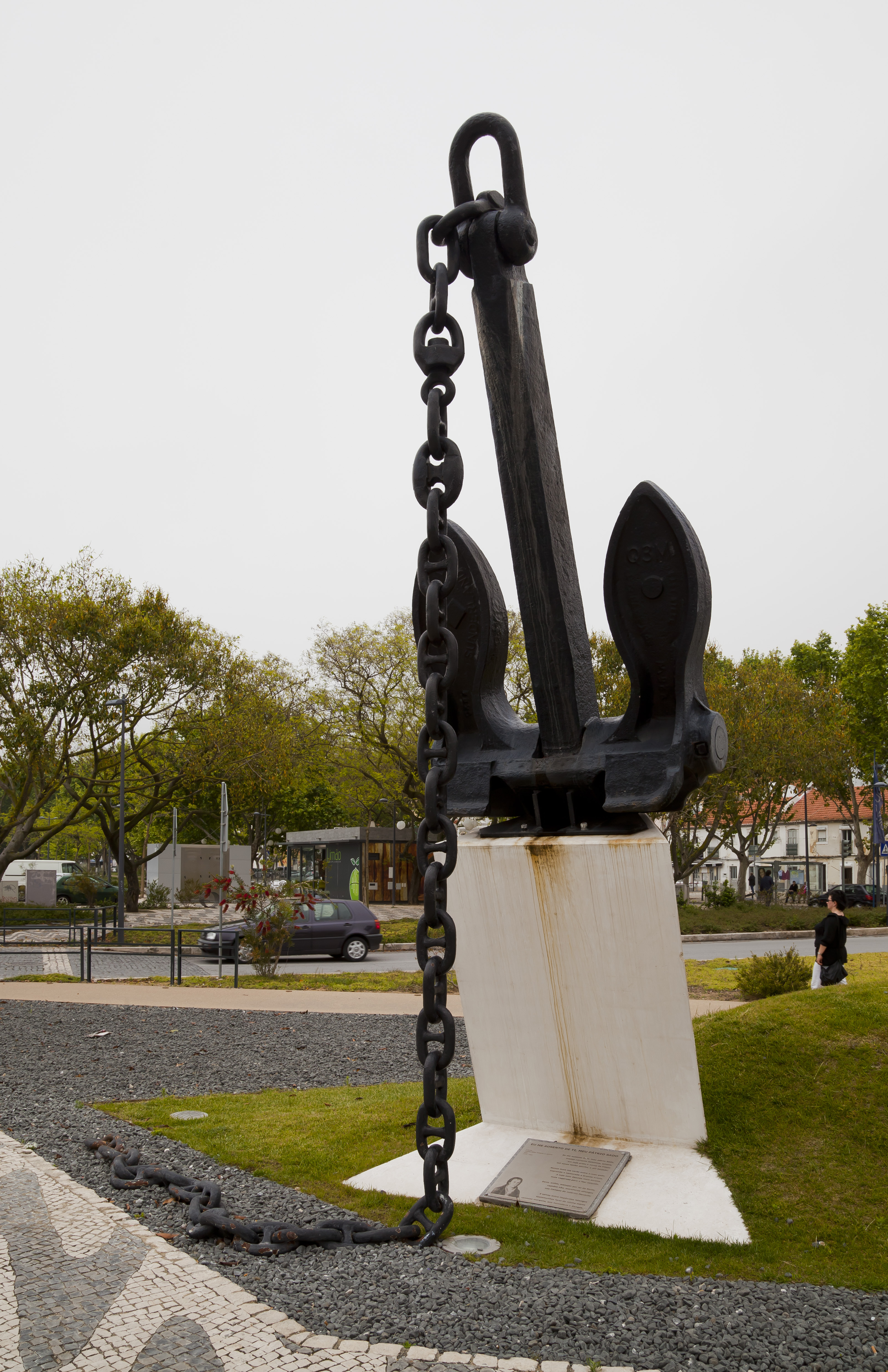
Ancla tipo Byers.

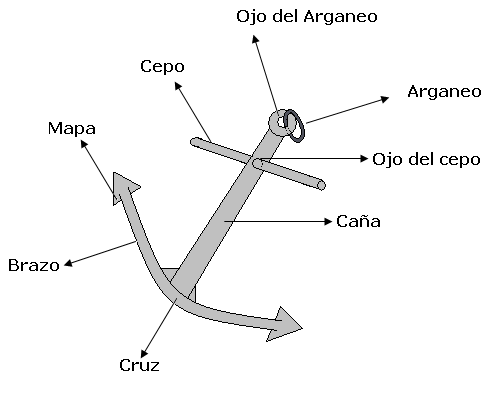
Descripción de las partes básicas de un ancla.

El ángulo entre las uñas y la caña se denomina ángulo de presa.

## Tipos de ancla

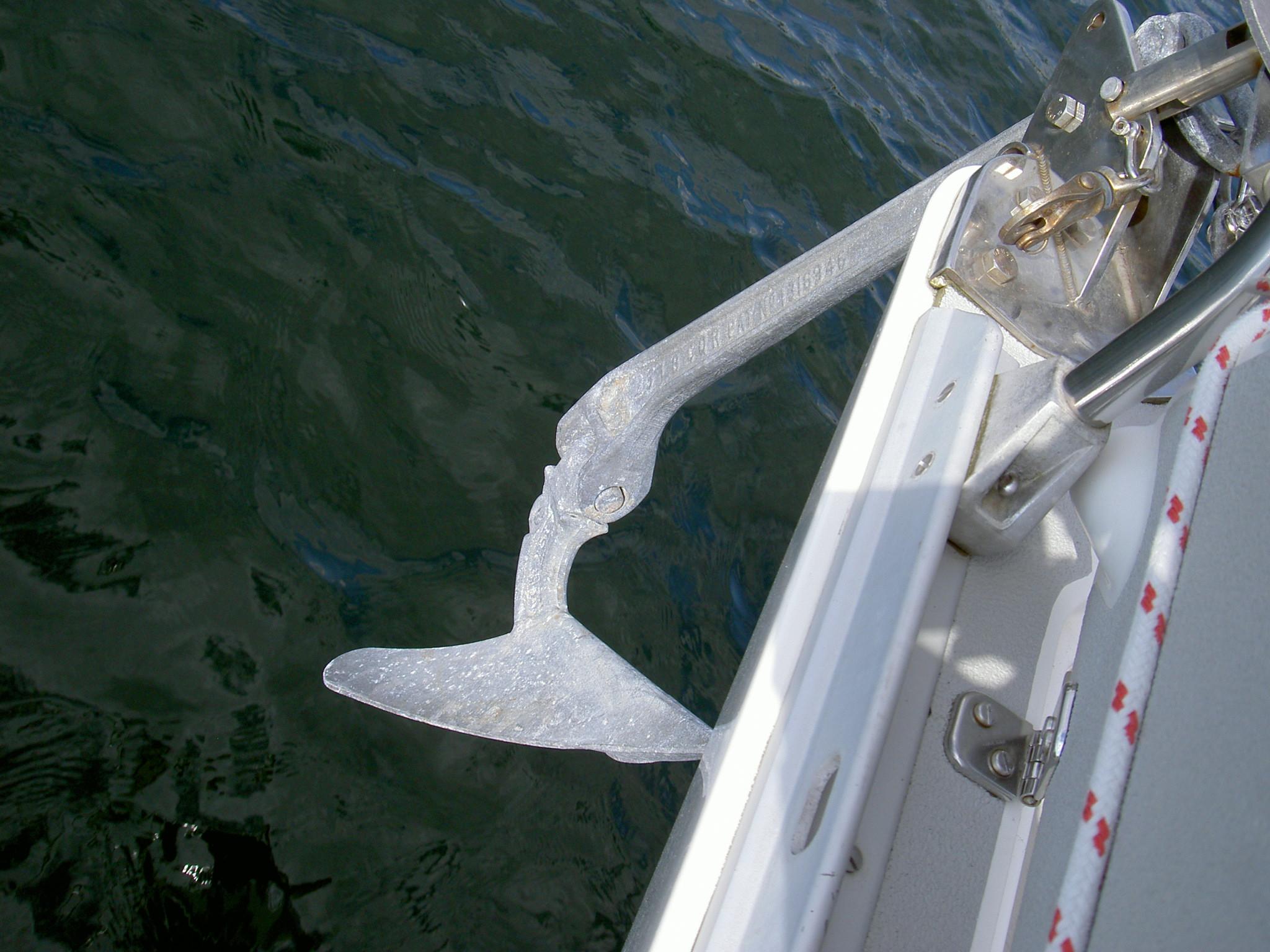
Ancla tipo arado o CQR.

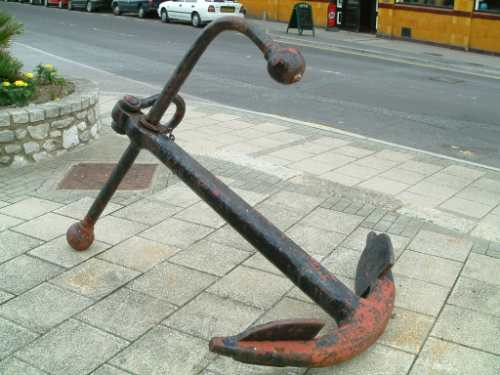
Ancla tipo Almirantazgo o de cepo.

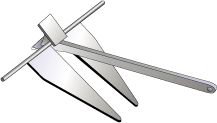
Ancla tipo Danforth.

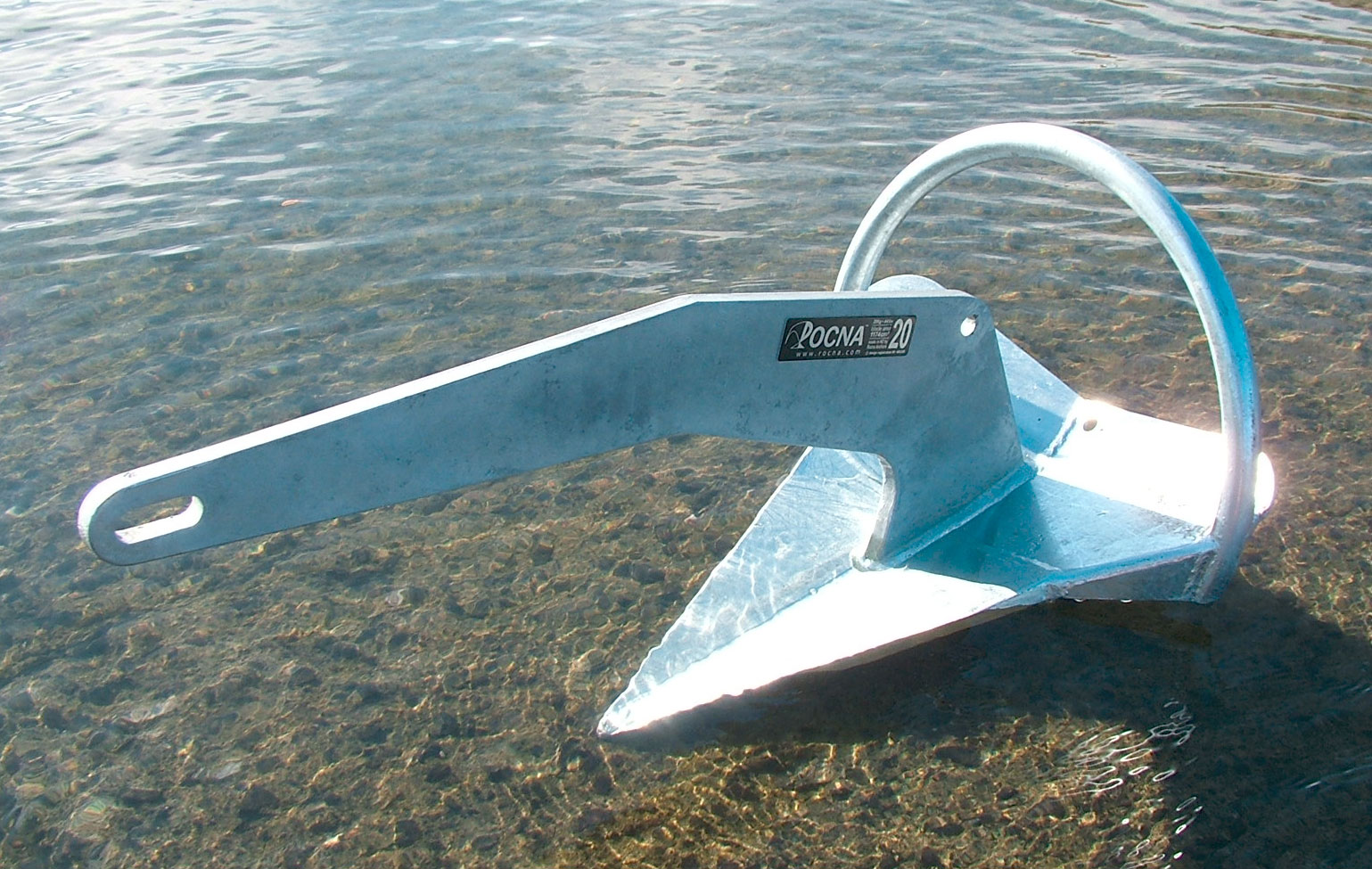
Ancla Rocna.

- Ancla de una uña. La que solo tiene un brazo y de que se hace uso en los arsenales para sujetar en ella los buques, clavándola en tierra con su correspondiente amarra fija.
- Ancla sin cepo. La que no lo tiene y solo sirve para amarras fijas, clavada en tierra.
- Ancla sin arganeo. La que se usa con cables de cadena y en lugar de arganeo tiene un gran grillete de hierro al cual se sujeta el cable.
- Ancla giratoria. Aquella cuya caña gira en la cruz donde está engastada.
- Ancla campera de uñas. La que tiene demasiado abiertos los brazos.
- Sacho, utilizada por las dalcas chilotas y conformadas por cuatro palos que sostienen una roca.

Según la disposición en que están tendidas las anclas toman el nombre siguiente:
- Ancla de la creciente o del flujo. La que trabaja a la creciente cuando el buque se halla amarrado a son de marea.
- Ancla de la menguante, de la vaciante o del reflujo. La que trabaja a la vaciante.
- Ancla de afuera. La que está tendida hacia la parte de la mar, boca o entrada del puerto o fondeadero.
- Ancla de tierra. La que está situada hacia la costa o playa.
- Ancla firme de amarras. Anda grande que en algunas radas no se halla hundida en el fondo para que los buques puedan espiarse al entrar o salir y aun para asegurarlos por algún tiempo.
- Ancla de Rodgers. Es de una sola pieza, toma el nombre de su autor y es usada en la marina inglesa. Tiene la caña más larga que las anclas comunes, la cruz más encorvada, las uñas de menos desarrollo y el cepo de hierro.
- Ancla de Hunter. También de una sola pieza y cepo de hierro. Este lo tiene dispuesto de modo que trabaja en el fondo lo mismo que las uñas con lo cual quedan estas más aliviadas de la fuerza del buque.
- Ancla de Hodgson. Forman su caña dos barras de hierro paralelas y poco separadas unidas a la cruz por dos pernos muy fuertes. La cadena sigue hasta la cruz por entre el cepo y las barras de la caña.
- Ancla de Trotman. Es de las articuladas y su caña se termina en horquilla cerca de la cruz. Alrededor de un perno en dicha horquilla gira la cruz con lo cual una de las uñas va a descansar sobre la caña en un punto que al efecto tiene reforzado.
- Ancla de Bloomer. Articulada y de cruz giratoria.
- Ancla de David. Tiene el cepo movible de modo que puede doblarse sobre la caña.[2]

## Ubicación del ancla
- Ancla de leva, que va en proa
- Ancla de respeto, que va a mitad de la nave
- ancla de codera, que va en la popa de la nave

## Expresiones relacionadas

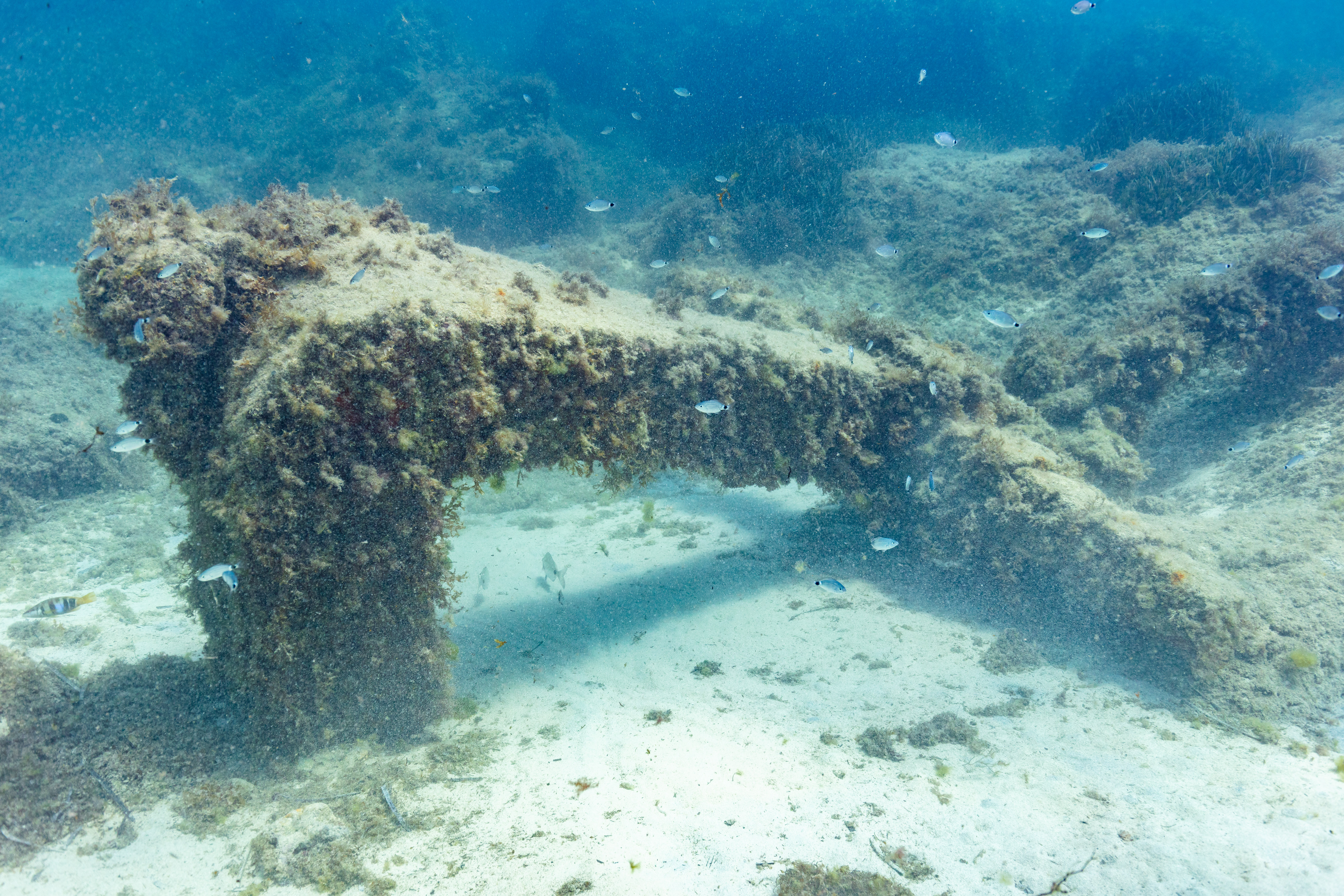
Ancla abandonada en el fondo del mar.

- Apear el ancla. Bajarla de su lugar y dejarla sobre el capón y bozas de la uña, más o menos cerca de la superficie del agua.
- Poner un ancla a la pendura. Destrincarla, bajarla de su lugar y dejarla pendiente del capón y en disposición de darla fondo en el momento que convenga.
- Lanzar el ancla. Dejarla caer o darla fondo.
- Echar anclas. Lo mismo que anclar.
- Tender un ancla. Llevarla al paraje donde ha de quedar situada y darla allí fondo.
- Traerse o venirse el ancla. Arar con el ancla.
- Saltar un ancla. Desprenderse del fondo y volver a agarrarse después de arrastrar algún trecho.
- Tragar o tragarse el ancla (el fondo). Enterrarse enteramente el ancla por ser el fondo demasiado blando; como de fango suelto etc.
- Enmendar, mejorar o picar un ancla. Colocarla en dirección más ventajosa de la que tiene según las circunstancias.
- Abatir un ancla. Colocarla en dirección más apartada de la que tenía con respecto a la del viento, marea o corriente.
- Faltar un ancla. Romperse por alguna de sus partes, ti garrar de suerte que de nada sirva tenerla en el fondo. Tomando el ancla por el total de la seguridad que presta la amarra se usa a veces de esta frase para dar a entender que falta el cable.
- Irse sobre el ancla. Acercarse el buque al ancla llevado de la corriente o marea, cuando está sobre una sola, por falla de viento que contrareste el impulso que estas le imprimen.
- Aguantar al ancla. Sufrir y resistir un temporal estando fondeado.
- Libertarse, salvarse sobre las anclas. Salvar el buque dando fondo en un temporal y en circunstancias en que no queda otro arbitrio.
- Perder las anclas. Dejarlas abandonadas en un fondeadero provisional a causa del temporal que obliga a dar precipitadamente la vela para salvar el buque.
- Poder o no con las anclas el buque. En dos sentidos: 
  - primero, poder o no con el peso de ellas en la proa
  - segundo, tener o no potencia para hacerlas faltar, todos según las proporciones en que están el tamaño del buque y el de las anclas.
- Cabecear sobre el ancla. Dar cabezadas el buque cuando se tiene el ancla a pique o con muy poco cable fuera del escoben. También se toma o entiende por cabecear extraordinariamente a causa de la mucha mar hallándose el buque al ancla o fondeado.
- Virar sobre el ancla. Virar del cable para acercarse a ella.
- Gobernar sobre el ancla. Dar al buque dirección hacia el ancla cuando se vira sobre ella valiéndose del timón
- Suspender, levantar el ancla o las anclas, levar anclas.
- Levar el ancla a vistas o llevarla a lavar. Suspenderla del fondo hasta descubrir el arganeo por encima de la superficie del agua.
- Pescar un ancla. Enganchar casualmente con el cable un ancla perdida de otro buque, al levar la propia.
- Arrizar o alotar las anclas. Alotar.
- Atortorar y asegurar las anclas. Trincarlas con tortores después de alotadas.
- Poner el ancla a buen viaje. Trincar a buen viaje.
- Al ancla. Estar fondeado.
- De ancla a ancla. Frase o expresión de mucho uso y que indica el tiempo que media desde que se levan las anclas en un puerto hasta que se dejan caer en el mismo o en otro después de campaña de viaje.[2]